# Krontribunal

Gliederung der Adelsrepublik Polen-Litauen, 1618

Das Krontribunal oder hohe Tribunal für Großpolen war im Königreich Polen das oberste Gericht, auch bezeichnet als die allerletzte Instanz.

## Geschichte

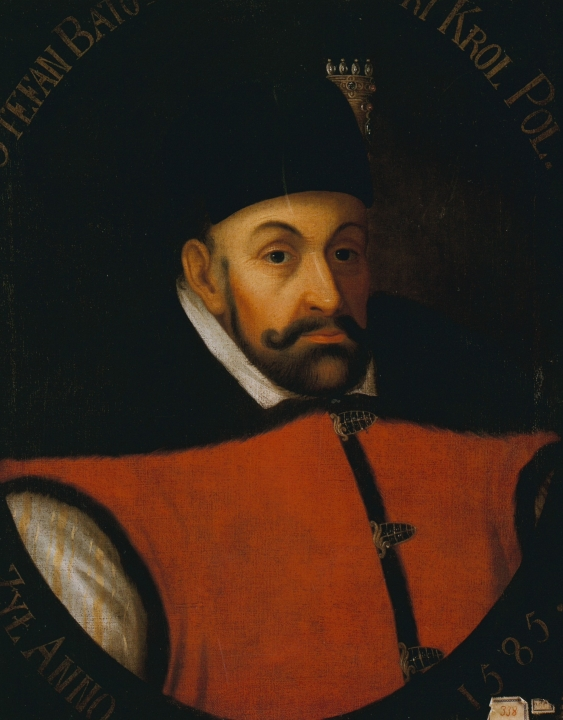
Stefan Batory

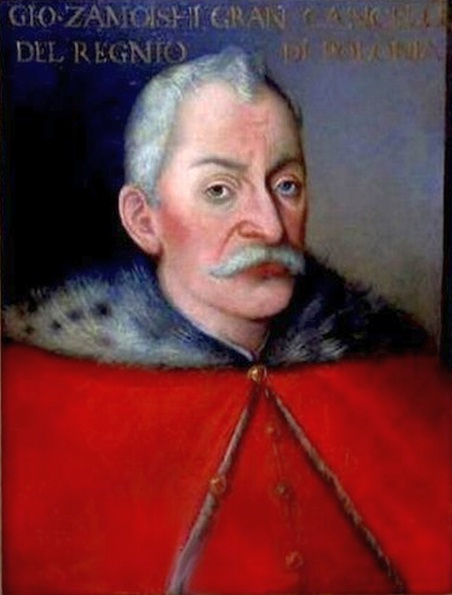
Jan Zamoyski, Kanzler

Das Krontribunal (trybunał koronny) wurde 1578 in der polnischen Adelsrepublik von Stephan Báthory und seinem Kanzler Zamojski in Lublin eingerichtet. Der Gründung der Krontribunale ging eine Vielzahl von Gerichtsprozessen in Provinzgerichten während der sogenannten  roki wielkie (Zeit, in der die Gerichte abgehalten wurden) in Groß- und Kleinpolen voraus, deren Rechtsschutz trotz königlicher Erlasse und Reichstagsbeschlüsse nicht mehr überschaubar war. Auf dem Krongericht wurde nicht nur die eigentliche Prozessführung gegen Angeklagte nebst Zeugenverhören praktiziert, sondern es wurden auch noch an Ort und Stelle Urteile vollstreckt. Neben Folter waren im 16. Jahrhundert auch Todesurteile an der Tagesordnung. Sowohl Polen als auch Angehörige des königlichen Anteils Preußen konnten hier ihre Prozesse austragen lassen. Letztere bevorzugten bis 1589 Assessorial-Gerichte nach deutschem Recht, mussten sich in der Zeit danach jedoch dem Dekret von König Sigismund III. Wasa und der Gerichtsbarkeit der Krontribunale beugen. 
Ab 1581 wurde zusätzlich ein Krontribunal für das Großfürstentum Litauen angeordnet. Ab 1589 wurden die kleinpolnischen Woiwodschaften Kiew, Wolhynien, Bracław der Gerichtsbarkeit des Krontribunals in Großpolen unterstellt. Die Städte wurden dagegen nicht der Gerichtsbarkeit durch das Krontribunal unterstellt, sie behielten ihre eigene Gerichtsbarkeit. Neben weltlichen Angelegenheiten wurden auch geistliche verhandelt, die nach einem Beschluss von 1573 aus den Prozessangelegenheiten oberer Gerichte ausgeschlossen waren. Das Krongericht tagte zuletzt im Jahre 1794. 

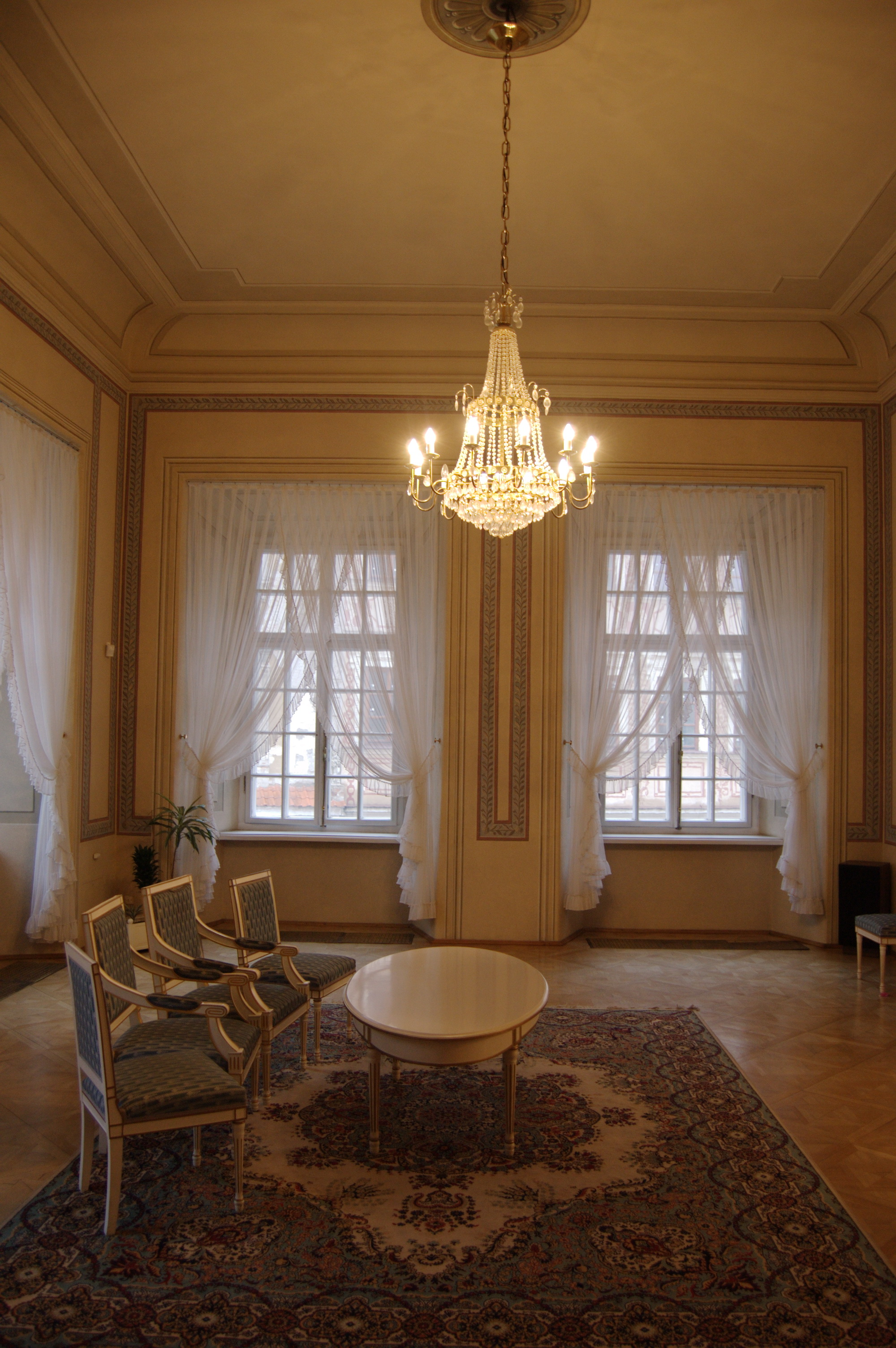
Lublin, Saal des Krontribunals

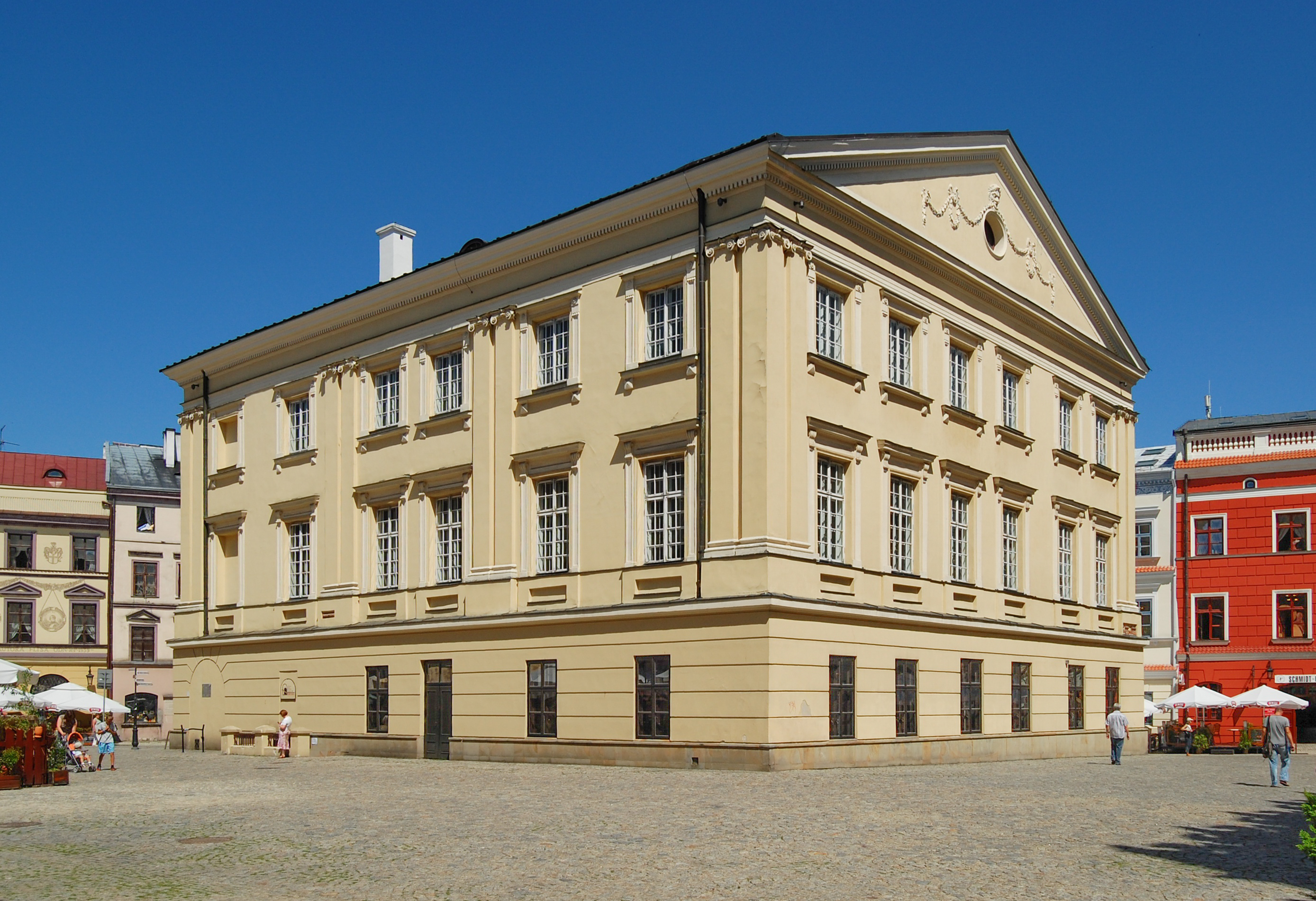
Lublin, ehemaliger Sitz des Krontribunals

## Krontribunal in Groß- und Kleinpolen (ab 1578)

### Aufgaben
Hauptsächlich urteilte das oberste Gericht über sämtliche Strafrechtsangelegenheiten des Adels in Polen-Litauen. Teilweise wurden Zivilprozesse, vorwiegend Landgütersachen, vor der höchsten Instanz geführt, die üblicherweise vor dem Grodgericht (sąd grodowy, Bezirksgericht des Starosten) und Landgericht (judicium terrestre) abgehandelt wurden. Das Tribunal tagte jährlich, teilweise über mehrere Monate oder ein ganzes Jahr.
Das Tribunal in Groß- und Kleinpolen umfasste ab 1776 Registerangelegenheiten unter folgender Nummer:
- I. palatinatuum,
- II. expulsionum,
- III.ordinationis Zamorscianae,
- IV. remissionum,
- V. terminorum tactorum et violatae securitatis,
- VI. incaceratorum,
- VII. directi mandati,
- VIII. exicutionum processuum,
- IX. poenalium,
- X. causarum ecclesiastricarum | mixti
- XI. paritatis votorum.

Viele Tribunaldekrete erkannten die Reichstage der Adelsrepublik Polen-Litauen allerdings für nicht wirksam an, da befürchtet wurde, die Krontribunale könnten deren Angelegenheiten für sich beanspruchen. So wurden häufig nicht einmal 10 % aller Urteile der Tribunale vollstreckt. Die meisten Urteile wurden von den Reichstagen gekippt oder modifiziert.

### Zusammensetzung
Das Tribunal setzte sich aus Volksvertretern, Adligen der Woiwodschaften und geistlichen Abgeordneten aus Domkapiteln zusammen. Anfangs waren geistliche Vertreter der Kapitel Gnesen, Krakau, Włocławek, Posen, Płock, Łuck, Chełm, Kiew und dem Bistum Kamieniec vertreten. Die weltlichen Vertreter stellten zunächst 21 stimmberechtigte Geschworene, die in Rechtsangelegenheiten eigener Woiwodschaften von der Abstimmung ausgeschlossen waren. Später stellten sie mehr als 30 Abgeordnete. Entschieden und abgestimmt wurde mit einfacher Mehrheit.

#### Geistliche Abgeordnete
Vor einem Tribunal bzw. Gerichtstag wählten die Domkapitel aus ihren Reihen Mitglieder, diese konnten sowohl Äbte als auch ordentliche Mitglieder eines Kapitels sein, die folglich zum Tribunal entsandt wurden. Das Domkapitel Posen stellte am Tribunal in Großpolen mit seinem Kastellan dabei regelmäßig den Vorsitzenden der geistlichen Abgeordneten bzw. Richter. Den Vorsitz der geistlichen Abgeordneten am Tribunal in Kleinpolen führte der Kastellan bzw. Domherr von Gnesen.

#### Weltliche Abgeordnete
Die weltlichen Richter im Tribunal setzten sich aus Adligen der Adelsrepublik zusammen, die immer am 15. Juli eines jeden Jahres auf einem extra dafür abgehaltenen Landtag auserwählt wurden. Jede Woiwodschaft stellte einen Vertreter, auch Magnaten genannt. Dabei konnten sich die Vertreter wählen lassen oder aber auf Geheiß des Woiwoden vorgeschlagen werden. Vertreter der jeweiligen Provinzen wechselten sich jährlich mit dem Vorsitz aus ihren Reihen ab. Der Vorsitzende wurde vor jedem Tribunal von den weltlichen Vertretern neu gewählt. Neben der adligen Abstammung waren im 18. Jahrhundert Voraussetzungen zur Wahl die Unbescholtenheit sowie der unbelastete, maximal bis zur Hälfte verpfändete Besitz von Grund und Boden in den Woiwodschaften, für die sie sich aufstellen ließen. Darüber hinaus mussten sie mindestens das 30. Lebensjahr vollendet haben, in Diensten stehen und der Rechtsordnung kundig sein; letzteres war zu Beginn des Krontribunals allerdings eher selten der Fall. Entsprechende Gesandte bzw. Abgeordnete wurden von ihren Landtagen vereidigt. Den Abgeordneten war es erst nach sechs Jahren möglich, wiedergewählt zu werden.

#### Vorsitz

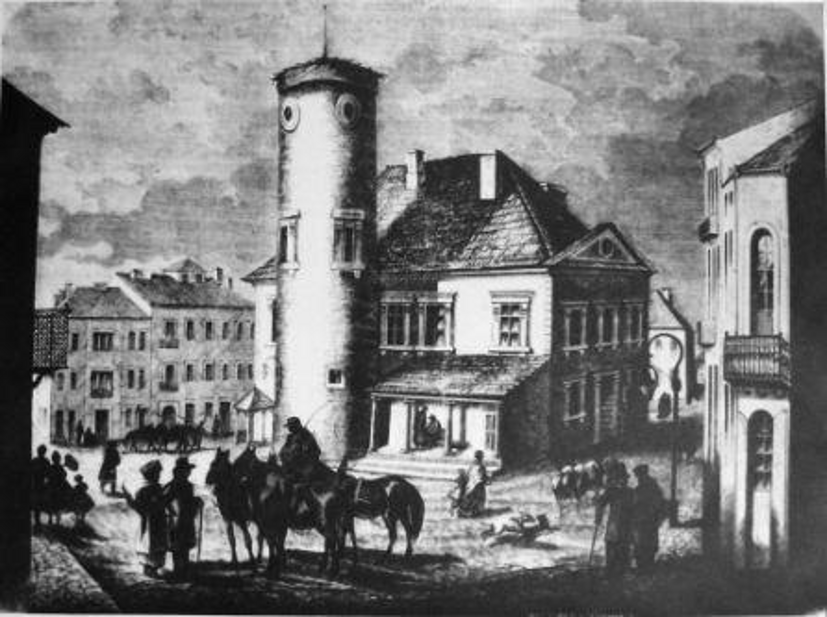
Piotrków, historische Darstellung des Krontribunals

Den Vorsitz führten jeweils zeitgleich der Vertreter aus Reihen der geistlichen Abgeordneten (Präsident) und der Vertreter der weltlichen Abgeordneten (auch Marschall genannt). Dabei wechselten sich Adlige aus Groß- und Kleinpolen mit dem Vorsitz ab. Im Gegensatz zu den Geschworenen, die häufig nur kurzzeitig an den Prozessen weilten, wurden die Vorsitzenden fürstlich entlohnt. So erhielt der geistliche Vorsitzende, der im Gegensatz zu seinem weltlichen Vertreter auch in weltlichen Angelegenheiten abstimmen durfte, ein Salär von 10.000 Gulden, der weltliche sogar 20.000 Gulden Entlohnung für seine Dienste. Die Vorsitzenden hatten vornehmlich zu Beginn des 18. Jahrhunderts darauf zu achten, dass sich vor und während des Tribunals niemand aus ihren Ständen untereinander absprach, beeinflusste oder sogar Stimmen kaufte. Zuweilen waren den Abgesandten weder Vertragsverhandlungen noch Geschäfte zu Zeiten des Tribunals erlaubt. Entsprechende Versuche mussten von den Beteiligten unverzüglich gemeldet werden; die Unterlassung stand unter Strafe, von der selbst die jeweiligen Vorsitzenden nicht ausgenommen waren. Vergnüglichkeiten oder Feste am Aufenthaltsort des Tribunats samt Gefolge stand für die Abgeordneten ebenfalls unter Strafe. In der Vergangenheit war es keine Seltenheit gewesen, dass Versammlungen in Trinkgelage oder sogar Raufereien der weltlichen Vertreter samt ihrem Gefolge ausuferten oder gar Chaos am Sitz des Tribunals ausbrach, da Verurteilte und ihre Angehörigen mit allen Mitteln versuchten Einfluss auf die Entscheidung der Richter und Geschworenen auszuüben. Ab der zweiten Hälfte des 18. Jahrhunderts konnte die Marschälle alle vier Jahre wieder als Vertreter auserkoren werden.

#### Protokoll
Das Tribunatprotokoll führte ein Notar oder Landschreiber. Dieser hatte sich ausschließlich mit dem Ablauf des Tribunats zu befassen und wurde jährlich wechselnd von einer anderen Woiwodschaft gestellt.

### Gerichtssitz
Seit der Gründung des Krontribunals im Jahr 1578 tagte das Gericht in Lublin. Das hatte zur Folge, dass später jede Magnatenfamilie einen Adelssitz oder Palast dort erwarb oder diesen dort errichten ließ. Noch im selben Jahr wurde zusätzlich in Peterkau eine Kadenz (Zeit der Krongerichte) abgehalten. In der Folge sollte ab dem 1. September eines jeden Jahres das Gericht in Lublin tagen, hier wurden Angelegenheiten aus Kleinpolen abgehandelt. Ab Montag nach Ostersonntag tagte das Krontribunal dann in Peterkau (Piotrków) in Sachen Großpolen.

## Krontribunal im Großfürstentum Litauen (ab 1581)

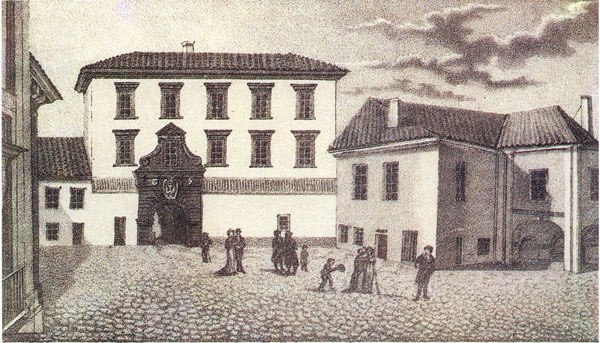
Litauen, historischer Sitz des Krontribunals in Wilno

Das Krontribunal in Litauen war analog zum Tribunal in Groß- bzw. Kleinpolen organisiert. Es fand jeweils über fünf Monate in Wilno und Grodno statt. Die weltlichen Abgeordneten setzten sich aus 49 Adligen zusammen, die geistlichen aus sechs Personen. Im Gegensatz zum Tribunal in Groß- und Kleinpolen umfasste das litauische Krontribunal lediglich fünf Register.   

## Bekannte Vertreter
| - Christoph Hilarius Szembek (* 1722; † 1785), Bischof von Płock, Präsident zu Peterkau 1756 - Ignacy Krasicki, Erzbischof von Gnesen, Präsident zu Lublin 1756 - Johannes Graf Cettner, polnischer Kronküchenmeister und Generalmajor, Woiwode von Bełż, Marschall zu Lublin 1756 - Leo Morawski, Stiftsherr in den Stiften Gnesen und Posen, 1753 Präsident - Mikołaj Krosnowski, Erzbischof von Lemberg, königlicher Sekretär und Abgeordneter am Krontribunal zu Peterkau - Janusz Radziwiłł, Marschall des Krontribunals zu Litauen 1648 - Mikołaj Święcicki, Bischof von Kiew, später zu Posen, Deputierter zu Peterkau 1676 und 1678. |